# Семь Грехов (река)
Семь Грехов — река в Нижнеудинском районе Иркутской области России, левый приток Малой Бирюсы.
Длина реки составляет 14 км. Протекает по незаселённой тайге среди отрогов Восточного Саяна.
Берёт начало на восточном склоне Слюдянского хребта (часть Бирюсинского хребта). В верхней половине течёт на север, на правом берегу в 2,5 км от истока находится гора Семь Грехов. В нижней половине течёт преимущественно на восток с уклонением влево в устьевой части. Впадает в Малую Бирюсу по левому берегу в 52 км от её устья.
Основной приток — Ондрик (правый, впадает в устьевой части, длина 10 км).

## Данные водного реестра
По данным государственного водного реестра России относится к Ангаро-Байкальскому бассейновому округу, водохозяйственный участок реки — Бирюса, речной подбассейн реки — Тасеева. Речной бассейн реки — Ангара.
Код объекта в государственном водном реестре — 16010200212216200031842.